# 五島盛光
五島 盛光（ごとう もりみつ、1873年〈明治6年〉7月23日 - 1923年〈大正12年〉5月30日）は、明治時代から大正時代の華族（子爵）。五島家第33代当主。位階は従三位。旧名は溝口歓十郎。

## 生涯
旧越後国新発田藩主・溝口直溥の十六男として生まれる。1893年（明治26年）旧福江藩主五島家当主の五島盛主が嗣子無くして卒去したため、翌1894年（明治27年）に養嗣子として五島家を継いだ。同年1月25日、盛光と改名した。1902年（明治35年）、自ら巨費を投じて旧制五島中学校を創設した。1909年（明治42年）、東京帝国大学法科大学政治学科を卒業。1921年（大正10年）5月14日、貴族院男爵議員補欠選挙で当選し、死去するまで在任した。会派は研究会に所属した。1923年5月30日、胃潰瘍のため死去。有栖川宮家より弔問の特使を賜り、院議を以て徳川家達（貴族院議長・公爵）から弔辞を贈られる。

## 栄典
- 1905年（明治38年）7月10日 - 従四位[8]